# Ilha de Pecixe
Die Ilha de Pecixe ist eine vor der Küste des westafrikanischen Landes Guinea-Bissau im Atlantischen Ozean gelegene Insel. Sie befindet sich etwa 50 km westlich der Landeshauptstadt Bissau vor der Mündung des Flusses Rio Mansôa. Ihre Entfernung zum afrikanischen Festland beträgt an der engsten Stelle etwa 3 km. Im Süden trennt die breite Meeresstraße Canal do Gêba die Ilha de Pecixe von den Inseln des Bissagos-Archipels, 1500 Meter westlich von ihr liegt die etwas kleinere Nachbarinsel Ilha de Jeta.
Die Insel umfasst eine Landfläche von 168 km² und weist eine Küstenlänge von etwa 68 km auf.
Sie gehört ebenso wie Jeta zum Sektor Caió in der Region Cacheu.
Die natürliche Vegetation auf Pecixe besteht, wie überall entlang der stark gegliederten Küste Guinea-Bissaus, vor allem aus Mangroven und sumpfigem Regenwald. Das Innere der Insel wird durch zahlreiche Flüsse unterteilt. Das Klima ist tropisch mit starken Regenfällen im Sommerhalbjahr. In den vergangenen Jahrzehnten sind Teile der Wälder für eine landwirtschaftliche Nutzung (brand-)gerodet worden.
Die Bewohner Pecixes gehören zum Volk der Manjago (oder Manjaku). und sprechen, neben der landesweiten Umgangssprache Crioulo und der Amtssprache Portugiesisch, ihre eigene, zum atlantischen Zweig der Niger-Kongo-Familie zählende Sprache.